# 森神社
森神社（もりじんじゃ）は、徳島県徳島市に鎮座する神社である。「権現さん」とも呼ばれる。

## 概要・歴史
平安時代、覚鑁が創建したものと思われる。江戸時代に勧進され、明治年間に太発行して「方上の権現さん」と親しまれ、その名は県内はもちろん紀州にまで轟いたという。
境内には名水と評価される湧水があり、とくしま市民遺産に選定されている。

## 祭神
- 五十猛神

## 交通
- 徳島市営バス・渋野行き「宮前」下車徒歩約30分。
- JR牟岐線地蔵橋駅より車で約10分。